# 有田和正
有田和正（ありた かずまさ、1935年8月3日 - 2014年5月2日）は、日本の教育者・教育学者。

## 人物・来歴
1935年　福岡県田川郡川崎町生まれ
1958年　玉川大学文学部教育学科卒業
1958年　福岡県の公立小学校の教諭となる。
1967～1976年　 福岡教育大学附属小倉小学校教諭
1976～1992年　 筑波大学附属小学校教諭
1976年より社会科・生活科の教科書（教育出版）を執筆。
1992～1999年　 愛知教育大学教授
1999年　　　　　愛知教育大学教授退官・名誉教授
　　　　　　　　  教材・授業開発研究所を立ち上げる（代表）
2006～2010年　 東北福祉大学子ども科学部教授
2010年〜　　　　東北福祉大学子ども科学部特任教授
2014年5月2日　  逝去

## 著書
- 『みみずく学級 一年生の成長記録』 (教育実践シリーズ) 国土社, 1976
- 『学校の門を開いて』 (ゆとりの教育) 国土社, 1979.6
- 『子どもの生きる社会科授業の創造』 (社会科教育全書) 明治図書出版, 1982.2
- 『社会が好きになる教え方』 (1年生の教え方全書) 明治図書出版, 1983.4
- 『若い教師のための授業入門 9　学習意欲の高め方』授業技術研究所 編. 明治図書出版, 1984.2
- 『夏休みの自由研究 先生も友だちもビックリ!』大泉書店, 1984.7
- 『学級づくりと社会科授業の改造』明治図書出版, 1985
- 『社会科の活性化 教室に熱気を!』 (教育新書) 明治図書出版, 1985.7
- 『子どもの「見る」目を育てる』国土社, 1986.2
- 『社会科「わたしがうまれてから」「ポストづくり」 有田和正の授業』 (写真で授業を読む) 明治図書出版, 1987.2
- 『教材発掘の基礎技術』 (教育新書) 明治図書出版, 1987.3
- 『社会科「一寸法師」「台風とさとうきび」 有田和正の授業』 (写真で授業を読む) 明治図書出版, 1987.5
- 『「ネタ」開発ノウハウ』 (教育新書) 明治図書出版, 1988.11
- 『「ネタ」を生かす授業づくり』 (教育新書) 明治図書出版, 1988.11
- 『社会科発問の定石化』 (授業への挑戦) 明治図書出版, 1988.2
- 『授業のネタ 授業がおもしろくなる 社会』授業のネタ研究会 編, 日本書籍, 1988.3
- 『社会科「バスの運転手」 有田和正の授業』 (写真で授業を読む) 明治図書出版, 1988.3
- 『楽しい教室づくり入門』 (教育新書) 明治図書出版, 1988.4
- 『社会科教師』 (名人への道) 日本書籍, 1989.10
- 『社会科授業に使える面白クイズ』 (授業面白ゼミナール) 明治図書出版, 1989.2
- 『「追究の鬼」を育てる』 (教育新書) 明治図書出版, 1989.7
- 『「はてな?」で育つ子どもたち』図書文化社, 1989.9
- 『社会科授業に使える面白クイズ』第2-3集 (授業面白ゼミナール) 明治図書出版, 1990-93
- 『「はてな?」で追究力を育てる』 (教育新書) 明治図書出版, 1990.8
- 『有田学級で育つ学習技能』 (教育新書) 明治図書出版, 1991.4
- 『6～4年生に育てたい学習技能』 (教育新書) 明治図書出版, 1991-92
- 『ノート指導の技術』 (教育技術文庫) 明治図書出版, 1991.8
- 『有田式指導案と授業のネタ』明治図書出版, 1992
- 『1～3年生に育てたい学習技能 有田和正新書著作集』 (教育新書) 明治図書出版, 1993.2
- 『「環境問題」の教材開発と授業』 (「追究の鬼」を育てるシリーズ) 明治図書出版, 1993.2
- 『有田学級の「道徳」の授業』 (「追究の鬼」を育てるシリーズ) 明治図書出版, 1993.4
- 『「ユーモア教育」で子どもを変えよう』 (オピニオン叢書)明治図書出版, 1993.6
- 『授業に使える「面白小話集」 第1集』 (「追究の鬼」を育てるシリーズ) 明治図書出版, 1993.7
- 『「追究の鬼」を育てる指導技術』 (「追究の鬼」を育てるシリーズ) 明治図書出版, 1993.
- 『教師はどこを見られているか 教職活動十戒』 (オピニオン叢書) 明治図書出版, 1994.1
- 『「考える子ども」を育てる社会科の学習技能』 (「追究の鬼」を育てるシリーズ) 明治図書出版, 1994.7
- 『「追究の鬼」を育てる学級づくり』 (「追究の鬼」を育てるシリーズ) 明治図書出版, 1995.5
- 『新課題に挑む社会科授業』 (「追究の鬼」を育てるシリーズ）明治図書出版, 1995.6
- 『子どもを伸ばす教師の知恵QAヒント集』 (楽しいクラスづくりフレッシュ文庫）明治図書出版, 1995.7
- 『授業のどこを見られているか』(オピニオン叢書）明治図書出版, 1995.8
- 『生活科で育てる"新しい学力"』(「追究の鬼」を育てるシリーズ）明治図書出版, 1996.3
- 『新・ノート指導の技術』(「追究の鬼」を育てるシリーズ）明治図書出版, 1996.7
- 『教師の実力とは何か』(「追究の鬼」を育てるシリーズ）明治図書出版, 1996.7
- 『学習技能を鍛える授業』 (「追究の鬼」を育てるシリーズ）明治図書出版, 1996.7
- 『子どもとつくる総合学習』 (「追究の鬼」を育てるシリーズ）明治図書出版, 1996.9
- 『環境教育としての「ゴミ学習」』 (「追究の鬼」を育てるシリーズ）明治図書出版, 1996.9
- 『一年生の成長記録』 (「追究の鬼」を育てるシリーズ）明治図書出版, 1996.9
- 『一年担任の実力と責任』 (「追究の鬼」を育てるシリーズ）明治図書出版, 1997.6
- 『教育技術は人柄なりや?』 (「追究の鬼」を育てるシリーズ）明治図書出版, 1997.6
- 『授業は布石の連続』 (「追究の鬼」を育てるシリーズ）明治図書出版, 1997.6
- 『社会科教材研究の技術』(「追究の鬼」を育てるシリーズ）明治図書出版, 1997.6
- 『生活科・教材開発のアイデア』(「追究の鬼」を育てるシリーズ）明治図書出版, 1997.6
- 『生活科授業づくりの基礎』(「追究の鬼」を育てるシリーズ）明治図書出版, 1997.6
- 『生活科授業づくりの技術』(授業づくりの技術）教育出版, 1997.8
- 『社会科授業づくりの技術』(授業づくりの技術) 教育出版, 1997.8
- 『子どもが生きる授業づくりの技術』(授業づくりの技術) 教育出版, 1997.8
- 『「頭のカルテ」で子どもをとらえる技術』 (楽しいクラスづくりフレッシュ文庫) 明治図書出版, 1998.6
- 『このユーモアが「明るい子」を育てる ユーモア家庭教育のすすめ』企画室, 1999.10
- 『有田式総合的学習のネタQAヒント集』(総合的学習への挑戦) 明治図書出版, 1999.11
- 『社会科授業の転換を図る』(21世紀授業改革への提案) 明治図書出版, 1999.2
- 『「生きる力」を育む社会科授業』(21世紀授業改革への提案) 明治図書出版, 1999.2
- 『21世紀の学力・学習技能』 (21世紀授業改革への提案) 明治図書出版, 1999.2
- 『生活科から総合的学習へ』 (21世紀授業改革への提案) 明治図書出版, 1999.2
- 『新しい学級づくりの技術』 (21世紀授業改革への提案) 明治図書出版, 1999.2
- 『教師の生きがいと学び方』 (21世紀授業改革への提案) 明治図書出版, 1999.2
- 『21授業のネタ 授業がおもしろくなる 有田生活科』授業のネタ研究会 編. 日本書籍, 1999.4
- 『21授業のネタ 授業がおもしろくなる 有田社会』授業のネタ研究会編. 日本書籍, 1999.4
- 『総合的学習のための子どもウオッチング術』(総合的学習の開拓) 明治図書出版, 2000.10
- 『総合的学習に必須の学習技能』(総合的学習の開拓) 明治図書出版, 2000.4
- 『「はてな?」で総合的学習を創る先生』(先生シリーズ) 図書文化社, 2000.6
- 『子どもの目線に立った教材開発 総合的学習のための』(学校保健フォーラム別冊. 総合的な学習) 健学社, 2000.8
- 『総合的学習の布石の打ち方』(総合的学習の開拓) 明治図書出版, 2001.5
- 『総合的学習で求められる教材開発力』(総合的学習の開拓) 明治図書出版, 2001.6
- 『社会科到達目標と授業改革』(学力保障の戦略) 明治図書出版, 2002.2
- 『子どもを歴史好きにする面白小話集』(21世紀型授業づくり) 明治図書出版, 2002.4
- 『学習技能の基礎・基本教え方大事典 小学1～6年編』(21世紀型授業づくり) 明治図書出版, 2002.9
- 『調べる力・考える力を鍛えるワーク 社会科の基礎・基本学力をつける』明治図書出版, 2002.9
- 『いま、必要なユーモア教育の技術』(指導力アップ術) 明治図書出版, 2003.11
- 『教材開発と調べる力の鍛え方』(指導力アップ術) 明治図書出版, 2003.11
- 『教材開発に必要な基礎技術』(指導力アップ術) 明治図書出版, 2003.11
- 『ネタ開発のノウハウを身につけよ』(指導力アップ術) 明治図書出版, 2003.11
- 『内容のない技術は無力である』(指導力アップ術) 明治図書出版, 2003.11
- 『学習技能を鍛えて「追究の鬼」を育てる』(指導力アップ術) 明治図書出版, 2003.11
- 『授業は「はてな?」を発見させることから』(指導力アップ術) 明治図書出版, 2003.11
- 『教師はその実力を常に見られている』(指導力アップ術) 明治図書出版, 2003.11
- 『プロ教師は授業改革に挑戦する』(指導力アップ術) 明治図書出版, 2003.11
- 『基礎基本を鍛える社会科クイズ面白事典』明治図書出版, 2003.3
- 『新教科書を補う社会科の発展学習とは何か』(発展教材の開発シリーズ) 明治図書出版, 2003.5
- 『書き込み式社会科考えるテスト問題集 授業にあわせて使える基礎・補充・発展68選』明治図書出版, 2004.11
- 『授業を楽しくするユーモア事典』明治図書出版, 2004.12
- 『学級づくりと教師のパフォーマンス術』(指導力アップ術) 明治図書出版, 2004.3
- 『楽しい教室づくりの技術』(指導力アップ術) 明治図書出版, 2004.3
- 『授業がちょっとうまくなるレシピ』(指導力アップ術) 明治図書出版, 2004.3
- 『社会科授業を活性化する技術』(指導力アップ術) 明治図書出版, 2004.3
- 『総合的学習を成功させる対策』(指導力アップ術) 明治図書出版, 2004.3
- 『教師と母親のユーモアを鍛える』(指導力アップ術) 明治図書出版, 2004.3
- 『授業の腕を磨く 講演集』(指導力アップ術) 明治図書出版, 2004.3
- 『総合的学習開拓の名人への道 講演集』(指導力アップ術) 明治図書出版, 2004.3
- 『教師と子どもの「見る目」を鍛える』(指導力アップ術) 明治図書出版, 2004.3
- 『社会科教師新名人への道』(指導力アップ術) 明治図書出版, 2004.3
- 『ユーモアある子はぐんぐん伸びる 親子でやろう!「おもしろいこと探し」』PHP研究所, 2004.5
- 『有田式歴史教科書 6年社会科・授業カンペキ版』明治図書出版, 2005.11
- 『教科書の使い方を変え子どもに力をつける』(21世紀型授業づくり) 明治図書出版, 2005.8
- 『有田和正の授業力アップ入門 授業がうまくなる十二章』(若い教師に贈るこの一冊) 明治図書出版, 2005.9
- 『「修業の時計」を止めない教師に』(教師修業双書) 明治図書出版, 2006.11
- 『子どもの学力差は教師の指導力の差だ』(教師修業双書) 明治図書出版, 2006.11
- 『教材開発で授業はどう変わるか』(若い教師に贈るこの一冊) 明治図書出版, 2006.4
- 『子どもを見る目の鍛え方入門 子どもの見方がうまくなる十二章』(若い教師に贈るこの一冊) 明治図書出版, 2006.4
- 『授業を楽しくするユーモア事典 第2集』明治図書出版, 2006.7
- 『誰でもできるエネルギー環境教育入門』(教師修業双書) 明治図書出版, 2007.11
- 『「学び」を鍛える指導法』(教師修業双書) 明治図書出版, 2007.7
- 『「学び」を変える教材づくりへの挑戦』(教師修業双書) 明治図書出版, 2007.7
- 『あなたの歴史授業が激変する"有田式板書" トレース出来る91時間+まとめテスト』明治図書出版, 2008.1
- 『時代を顕す名言クイズ 知らないと恥ずかしい歴史に残った27選』明治図書出版, 2008.5
- 『授業の技を磨く研修の在り方を問う』明治図書出版, 2009.10
- 『教え上手 "自ら伸びる"人を育てる』サンマーク出版, 2009.12
- 『社会の仕組みがわかる"追究型社会科発問"ワーク』明治図書出版, 2011.12
- 『子どもが調べて考える"ナゾ解き型社会科発問"ワーク』明治図書出版, 2011.3
- 『有田式教壇研修の方法』明治図書出版, 2011.3
- 『子どもを育てるための有田和正追究 心に刻む日めくり言葉』さくら社, 2011.3
- 『学級づくりの教科書』さくら社, 2011.8
- 『社会科授業の教科書 5・6年』(授業づくりの教科書) さくら社, 2012.4
- 『社会科授業の教科書 3・4年』(授業づくりの教科書) さくら社, 2012.9
- 『今こそ社会科の学力をつける授業を 有田式授業づくりに学ぶ』教材・授業開発研究所 編著. さくら社, 2014.12

### 共編著・監修
- 『市や町のしごと ゴミの学習』(小学校社会科の授業) 霜田一敏共著. 国土社, 1973
- 『1・2年生の自由研究 こんなに楽しくまとめられる』波巌共著. 大泉書店, 1985.7
- 『3・4年生の自由研究 友だちに差をつけよう!』田中力共著. 大泉書店, 1985.7
- 『「国際理解を目ざす」学習と方法』 (新社会科授業の展開) 佐島群巳共編. 教育出版, 1986.6
- 『実践・社会科授業常識への挑戦』(授業への挑戦) 編著. 明治図書出版, 1987.11
- 『社会科考えさせる発問の技術』新見謙太共編. 明治図書出版, 1987.2
- 『社会科授業常識への挑戦』(授業への挑戦) 編著. 明治図書出版, 1987.3
- 『勉強好きにする教え方』横山泰三,坪田耕三,西村功,大越和孝共著, 授業技術研究会 編. 国土社, 1987.
- 『小学社会科事典 高学年用』編著. 旺文社, 1988.10
- 『人間回復をはかる授業』霜田一敏共編著. 明治図書出版, 1995.3
- 『生徒指導の機能が生きる感動ある授業と「生きる力」』監修, 静岡県藤枝市立高洲南小学校 著. 文教書院, 1999.11
- 『社会科の授業をどう創るか 対談・小学校新教育課程』北俊夫共著. 明治図書出版, 1999.5
- 『小学校「総合的な学習」のテーマと解説150 テーマ別展開例&評価』編著, 大越和孝 [ほか]著. 学事出版, 2001.2
- 『授業名人の教育語録 有田・野口・向山』野口芳宏,向山洋一共著. 明治図書出版, 2001.7
- 『"授業づくり"スタートブック 授業スキルの基礎・基本と新しい指導・評価のポイント』編 (教職研修総合特集. "教職研修"スタートブック）教育開発研究所, 2003.6
- 『学力向上アイデア事例集 これからの授業づくりと管理職ができること』編 (教職研修総合特集. 学校が変わる!厳選・管理職のためのアイデア事例集）教育開発研究所, 2005.5
- 『導入で子どもを熱中させる発問の開発』(授業力の開発) 教材・授業開発研究所共編著. 明治図書出版, 2005.6
- 『ノート指導改革で授業が変わる』(授業力の開発) 教材・授業開発研究所共編著. 明治図書出版, 2006.5
- 『知って得するプロの指導技術』(授業力の開発) 古川光弘, 教材・授業開発研究所共編. 明治図書出版, 2006.6
- 『有田式地理教科書 授業が10倍楽しくなるヒント集』谷和樹共著. 明治図書出版, 2007.4
- 『調べ活動のツールは,こう活用する!』 (授業力の開発) 古川光弘, 教材・授業開発研究所共編著. 明治図書出版, 2007.5
- 『こんな板書が子どもの思考を発展させる 国語・社会編』(授業力の開発) 古川光弘共編著. 明治図書出版, 2008.3
- 『こんな板書が子どもの思考を発展させる 算数・理科・他編』(授業力の開発) 古川光弘共編著. 明治図書出版, 2008.3
- 『社会科で育てる新しい学力』全6巻 編・解説. 明治図書出版, 2008.8
- 『授業名人が語るICT活用 愛される学校づくりフォーラムでの記録』(学校力アップシリーズ) 野口芳宏,志水廣共著, 愛される学校づくり研究会著. プラネクサス, 2012.11
- 『歴史を楽しむ年表』編著. さくら社, 2013.4

### 記念文集
- 『第三次産業「宅配便」の授業』 (授業への挑戦) 有田和正出版記念の会 編. 明治図書出版, 1990.7
- 『人を育てる 有田和正追悼文集』小学館, 2014.11